# Junín (Mendoza)
Pour les articles homonymes, voir Junin.
Junín est une ville argentine située dans la province de Mendoza et est le chef-lieu du département homonyme.

## Sources
- (es) Cet article est partiellement ou en totalité issu de l’article de Wikipédia en espagnol intitulé « Junín (Mendoza) » (voir la liste des auteurs).